# イスキグアラスト/タランパヤ自然公園群
イスチグアラスト/タランパジャ自然公園群とはアルゼンチン北西部にあるイスチグアラスト州立公園とタランパジャ国立公園から構成される。この地域には三畳紀の陸上の堆積物が広く露出し、最初期の恐竜を含めた当時の爬虫類の化石が多産する。2000年にユネスコの世界遺産に登録された。

## イスチグアラスト州立公園の概要
イスチグアラスト州立公園はチリ国境近くのサンフアン州の北東部に位置し、北部境界はタランパジャ国立公園に接する。本公園の面積は603.7 km2、海抜は約1,300mである。本公園はパンペアナス丘陵の西縁部にあたり、本公園の10%から20%が砂漠性の植生になっている。気候はたいへん乾燥しており、降雨は夏に限られ、気温の日較差が大きい（-10°C～45°C）。つねに強い南風（20-40km/h）が午後～夕方にかけて吹き荒れる。
本公園内のイスチグアラスト＝ビジャ・ウニオン盆地にはイスチグアラスト累層と呼ばれる三畳紀後期の地層（カーニアン期：約2億3000万年前）が分布する。この地層からは世界最古の恐竜や当時の陸上爬虫類の化石が産出する。イスキグアラスト累層は三畳紀後期の層序を良好に保存しているため、当時の陸上の動物相を復元できる世界的に貴重な地層である。また、三畳紀に爬虫類が恐竜や哺乳類へと進化していった過程を研究する重要な研究対象にもなっている。
イスチグアラスト累層の周りに発達する乾燥した悪地は、乾燥地の低木とサボテンがまばらな荒涼とした風景のためにValle de la Luna（月の谷）と呼ばれる。カーニアン期には、この地域は雨季に強い雨が降る河川の氾濫原だった。Protojuniperoxylon ischigualastianusなどの高さ40mにも達する巨大な珪化木は当時の豊かな植生を示している。他にもシダ類やトクサ類の化石も産出する。
この公園内ではリンコサウルス類やキノドン類が多産する。それに対し、恐竜は陸上脊椎動物化石のうち、6％を占めるに過ぎない。しかし、恐竜の2つの分類群―竜盤目と鳥盤目―がすでに分化している。恐竜の中では肉食のヘルレラサウルスが最も多産する。他にも最も原始的な特徴を備えた恐竜の一つ、エオラプトルが産出した。

## イスチグアラスト州立公園の歴史
イスチグアラストでの最初の古生物学的記載は1930年になされた。1941年にはこの地域の地質調査がなされ、70種類の植物化石が報告されている。Valle de la Lunaの名前は1943年にアルゼンチン自動車クラブによって名づけられた。最初のキノドン類は1946年にラ・プラタ大学のCabrera博士によって報告された。その後、ハーヴァード大学のアルフレッド・ローマー博士が1958年に化石密集層を発見し、しだいに科学的な研究や地質調査がなされるようになった。
　彼の日記にはこうある。
1970年にイスチグアラストでの研究はサン・フアン大学に委ねられるようになり、その年のおわりには州立公園に指定された。2000年にはタランパジャ国立公園と併せて世界遺産に登録された。

## タランパジャ国立公園の概要
タランパジャ国立公園はラ・リオハ州の中西部に位置する国立公園である。公園の総面積は2,150km2であり、東西をサニョガスタ山脈とコロラドス山脈（Cerro Los Colorados）に挟まれた、標高約1500mの盆地が広がる。砂漠気候に属するために気温の日較差が激しく、雨季である夏には降水量が多くなる。本公園内では古生物学的・考古学的に重要な発見が数多くなされ、それら記念物の保護のために本公園が設定された（1975年に州立公園として設定、1997年に国立公園に昇格）。優れた景観を有し、山岳地帯に典型的な植物相・動物相を有する。
他に、本公園内では
- タランパジャ渓谷では一箇所で幅80m、高さ143mにわたってイスチグアラスト累層の連続した層序が見られる。
- また、プエルタ・デル・カニョーン（Puerta del Cañón）の岩石刻画のような先住民の遺跡がある
- 渓谷のごく限られた地域ではこの地域特有の植物が見られる。
- グアナコやウサギ、リャマ、キツネ、コンドルなど、この地域の動物が多く見られる。

本公園はイスチグアラスト州立公園と併せて、2000年にユネスコの世界遺産に登録された。

## 本物件から産出した主な化石
爬虫類
- キノドン類
- サウロスクス
- イスチグアラスティア
- ラゴスクス

恐竜
- エオラプトル
- ヘレラサウルス
- リオハサウルス
- ピサノサウルス

## 登録基準
この世界遺産は世界遺産登録基準のうち、以下の条件を満たし、登録された（以下の基準は世界遺産センター公表の登録基準からの翻訳、引用である）。
- (8) 地球の歴史上の主要な段階を示す顕著な見本であるもの。これには生物の記録、地形の発達における重要な地学的進行過程、重要な地形的特性、自然地理的特性などが含まれる。

具体的には、以下の特徴が世界遺産登録基準(viii)に該当するとされる。
- 本地域には脊椎動物化石を含む三畳紀の陸上堆積物の完全な層序が遺されており、当時の動植物相や環境を知るうえで重要な地層が分布する地域であること。
- 爬虫類から恐竜、哺乳類への進化の過程を示す化石が多産し、陸上脊椎動物の進化を研究する上で重要な化石記録を残す地域であること。